# Пирински глас
„Пирински глас“ е български вестник, излизал в Свети Врач, а от 26 брой – в Горна Джумая, от 1937 до 1941 година.
| Годишнина | Броеве           | Дата                                |
| --------- | ---------------- | ----------------------------------- |
| I         | 1 – 36           | 29 декември 1937 – 15 декември 1938 |
| II        | 37 – 44, 65 – 74 | 1 януари 1939 – 24 декември 1939    |
| III       | 75 – 96          | 4 януари 1940 – 1 януари 1941       |

Директор на вестника е Петър Димитров, главен редактор – Кирил Дамянов Коларов и редактор – презвитер Яворски. Излизат общо 96 броя. Разпространява се в Горна Джумая, Неврокоп, Петрич, Свети Врач и Разлог. Вестникът е информационен просветно-културен и стопански орган на околиите на Неврокоп, Свети Врач, Горна Джумая, Петрич и Разлог. Стои на националистически позиции. Печата се в печатница „Рила“ в София. Издава се в тираж от 2000 броя.
От 26 до 35 административен директор е Никола Костов. От 67 издава редакционен комитет. От 74 главен редактор е Кирил Д. Коларов, а редактор презвитер Яворски. 91 – 92 административен директор е Илия П. Кожухаров. Заместник редактор е бил отец Иван Н. Шивачев.